# Joyero (oficio)

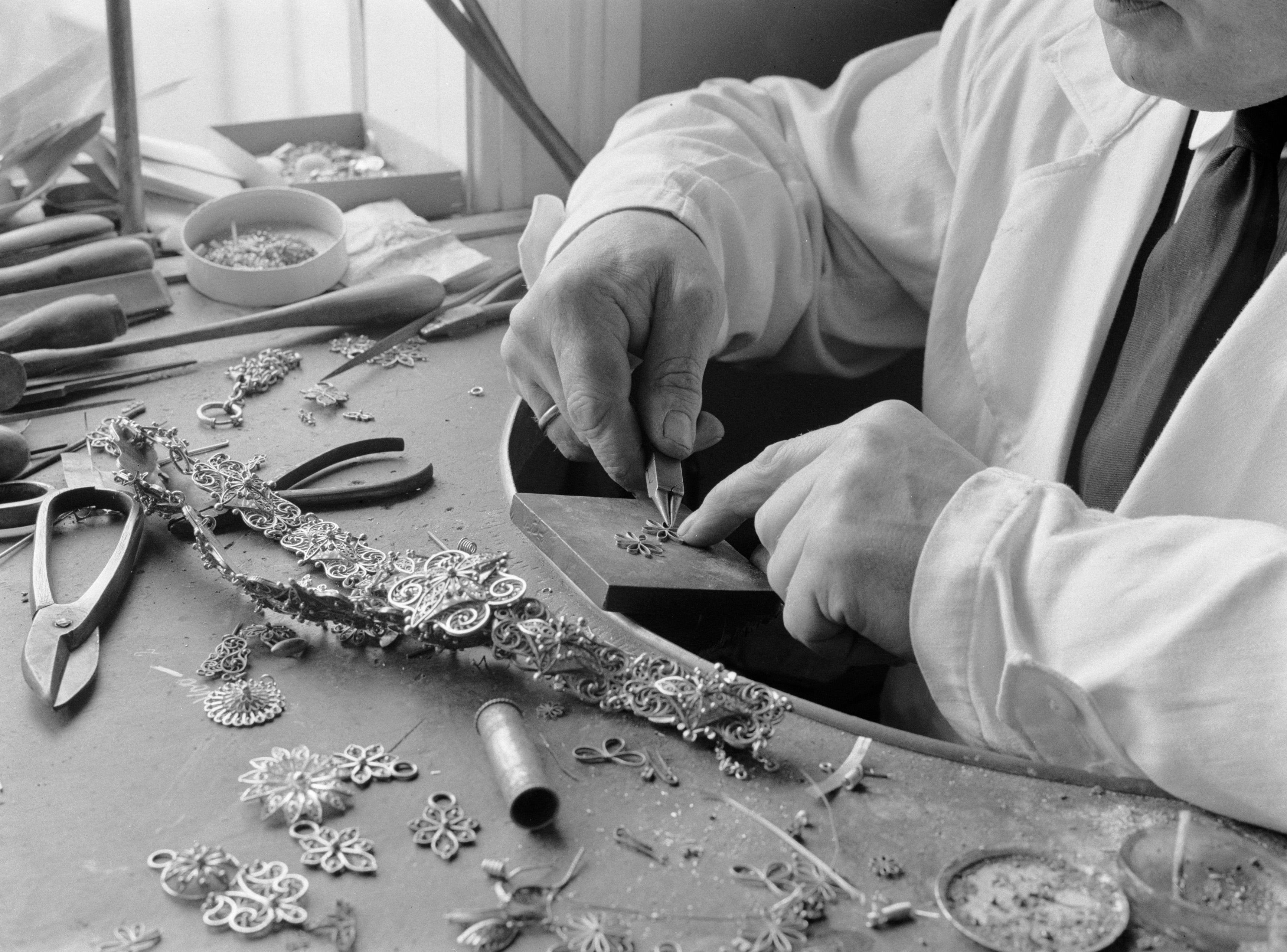
Joyero (oficio) (1934)

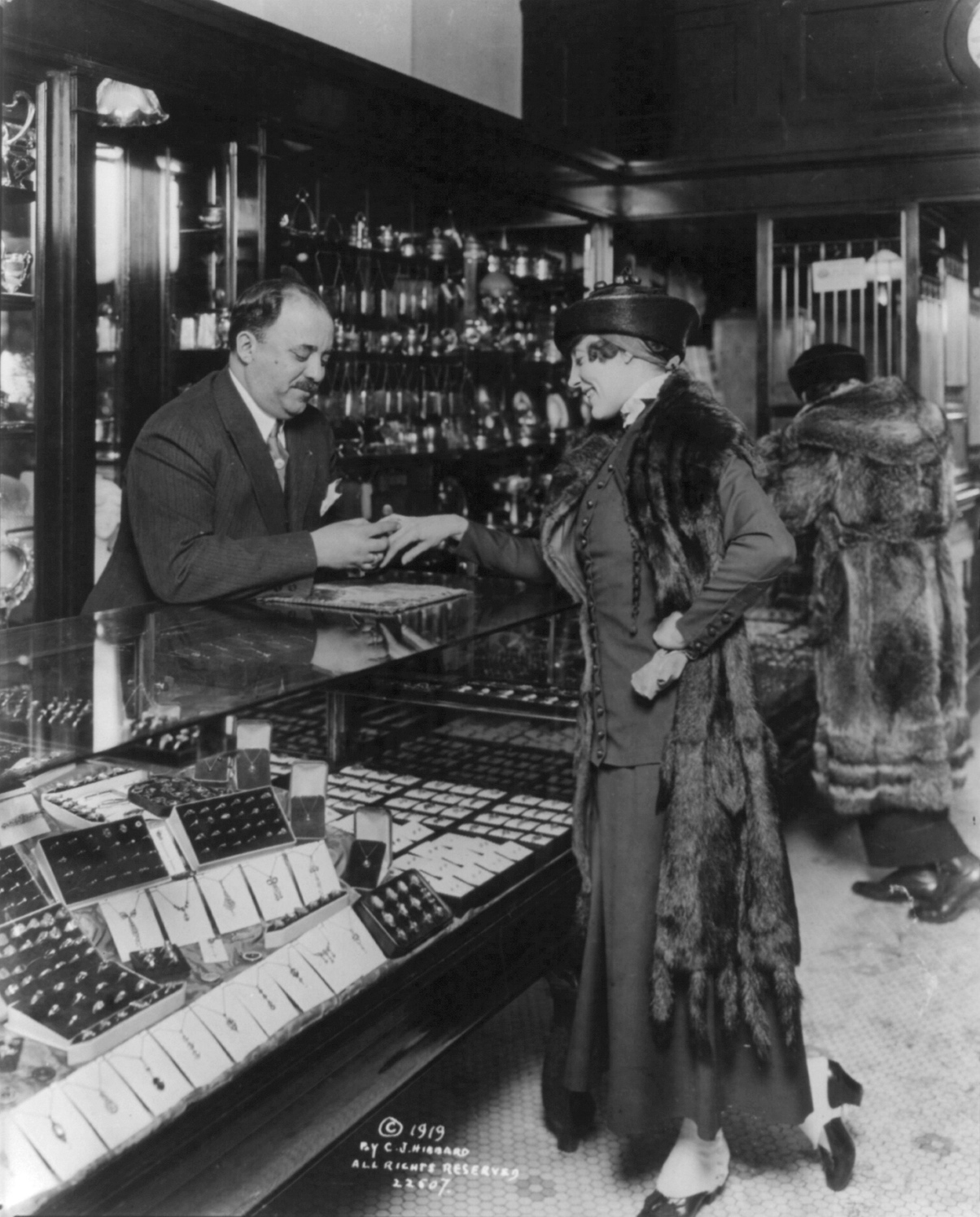
Joyero con clienta en 1919

Joyero es el oficio artesano del que fabrica, repara o comercializa artículos de joyería. 
Parte de su trabajo consiste en diseñar y elaborar productos tales como brazaletes, anillos, pendientes, broches u otro tipo de complementos. Las materias primas que utiliza en su trabajo son fundamentalmente metales preciosos como oro o plata y piedras preciosas como diamantes, rubíes, turquesas, etc. El de joyero es un oficio creativo por lo que se puede decir que cada uno imprime un estilo personal a las piezas convirtiéndolas en artículos únicos. 
Existen diferentes técnicas de fabricación de joyas entre las que se encuentran el martillado, para la obtención de láminas delgadas de material, las aleaciones voluntarias y el vaciado a la cera perdida. En cuanto a las técnicas decorativas se pueden mencionar la filigrana que consiste en hacer finos hilos de metal precioso, el repujado para lo que se emplea el cincel, el estampado, el puntillado o la Decoración Incisa.
Antes de dar forma al artículo, el joyero piensa en la pieza que va a elaborar teniendo en cuenta las dificultades técnicas y su viabilidad económica. Luego, la diseña mediante técnicas tradicionales como dibujos o maquetas o con ayuda de imágenes en 3D. En la técncia de vaciado a la cera perdida, una vez decidida la pieza, el joyero moldea una probeta de cera y la prueba sobre una persona o sobre un probador de anillos. Seguidamente, le da un baño de yeso y la introduce en la caldera para fundir el interior y crear el molde definitivo. Luego, vierte el metal fundido en el molde para formar el artículo.
El siguiente paso consiste en el embellecimiento de la pieza. Para ello, la corta y pule utilizando herramientas manuales o una rueda abrasiva. Para generar artículos sofisticados o incrementar su tamaño, une diferentes piezas mediante un proceso de fudición. Luego, suaviza las uniones de las piezas aplicando la lima de esmeril. Finalmente, engasta las piedras en el soporte de metal.
Cuando se centra en la reparación de una pieza, el joyero retira o incrementa el contenido de metal por medio de la fundición, proceso que también emplea para unir piezas rotas como alfileres, broches o piezas sueltas de un artículo mayor.

## Joyeros destacados

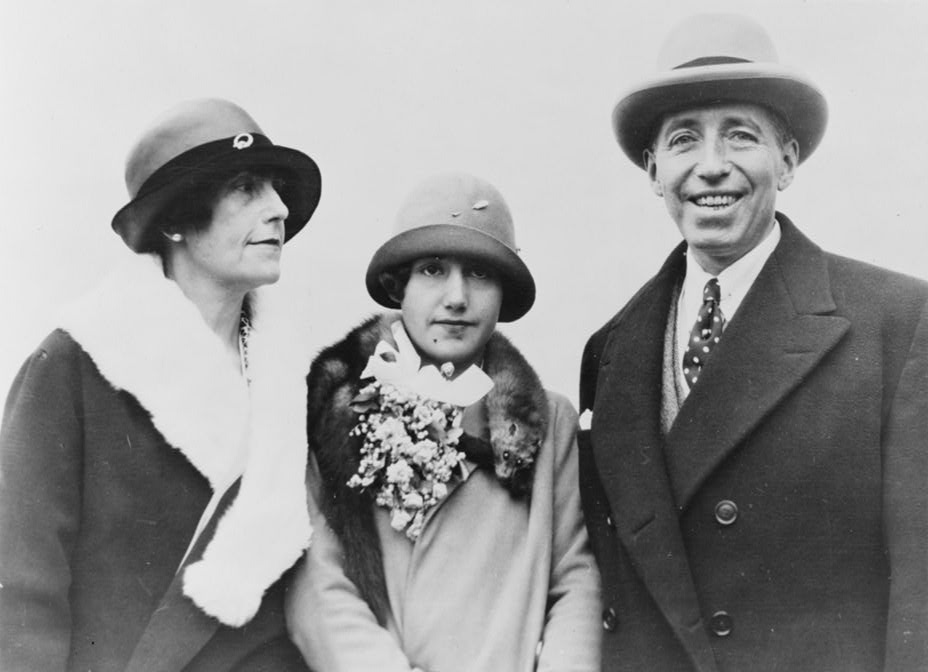
Pierre Cartier con su familia en 1926

Entre los joyeros más famosos de la historia cabe destacar:
- Frédéric Boucheron (1830 - 1902), un joyero francés, fundador de la joyería Boucheron
- Suzanne Belperron (1900 - 1983), una diseñadora de joyas francesa
- Pierre Cartier (1878 - 1964), un joyero francés.
- Joseph Chaumet (1852 - 1928), un joyero francés.
- Carl Fabergé (1846 - 1920), un joyero ruso.
- René Lalique (1845 - 1945), un maestro vidriero y joyero francés
- Joël Arthur Rosenthal, un joyero francés
- Charles Lewis Tiffany (1812 - 1902), fundador de la joyería Tiffany´s & Co., que es actualmente la más prestigiosa y famosa del mundo.